# Kaarle Nordenstreng
Kaarle Tapani Jorma Johannes Magnus Bertel Nordenstreng, född 9 juni 1941 i Helsingfors, är en finländsk sociolog. 
Nordenstreng blev filosofie doktor 1969. Han var anställd vid Rundradion 1962–1971 och blev professor i informationslära vid Tammerfors universitet 1971. Han har publicerat många arbeten om masskommunikation och massmediernas roll i samhället, bland annat Tiedotusoppi (1976, svensk översättning Kommunikationsteori, 1978). Han har varit mycket engagerad i internationellt samarbete, bland annat som ordförande för den östblocksdominerade journalistfederationen International Organization of Journalists 1976–1990. Han var 1974 med om att utarbeta en instruktion till pressen om hur denna skulle skriva för att inte skada de finländsk-sovjetiska relationerna.